# Angry Birds 2 - Nemici amici per sempre
Angry Birds 2 - Nemici amici per sempre (The Angry Birds Movie 2) è un film d'animazione del 2019 diretto da Thurop Van Orman e John Rice, al loro debutto alla regia.
Il film è sequel di Angry Birds - Il film (2016), ed è basata sull'omonima serie di videogiochi realizzata dalla Rovio Entertainment ed è prodotta e distribuita dalla Sony Pictures Imageworks.

## Trama
Tre anni dopo gli eventi del primo film, l'Isola degli Uccellini e l'Isola dei Maialini sono nel pieno di una guerra di beffe lanciandosi tra di loro un mucchio di proiettili. A guidare la resistenza dei pennuti è Red, che ancora si doccia della sua popolarità di eroe e si spaventa non poco quando Leonard manda a loro un messaggio in cui domanda una tregua che potrebbe troncare il suo status di eroe e protettore. Per farlo rilassare, i suoi amici Chuck e Bomb lo portano ad un evento speed dating, ma la cosa non migliora l'umore di Red, specie dopo che fa la conoscenza di una petulante e precisina falchetta di nome Silver.
Poco dopo, Leonard bussa alla porta di Red che, dopo un iniziale spavento, si accorge che il maiale non scherzava circa la tregua: da un'altra parte del mare sono piombate su entrambe le loro isole due gigantesche palle di ghiaccio ed entrambe provengono da una terza isola nevosa e vulcanica, identificata come l'Isola delle Aquile. Trovando in questo problema un modo per rimanere ancora un popolare eroe, Red accetta la tregua e mette su una squadra composta da lui, Leonard, la sua nuova assistente Courtney, Chuck, Bomb, Grande Aquila e, su consiglio di Chuck, dall'intelligente sorella di quest'ultimo, che Red scopre con orrore essere Silver. Dopo aver reclutato l'inventore maiale Garry e altro assistente di Leonard, il gruppo parte con il sottomarino di Leonard alla volta dell'isola nemica, mentre Red rassicura la popolazione dicendo loro di restare calmi e che non serve evacuare, nonostante l'Isola delle Aquile abbia già distrutto il monte di Grande Aquila.
Giunti sulla gelida isola delle Aquile, Grande Aquila si tira indietro: egli spiega che la leader dell'isola, Zeta, è la fidanzata che ha vigliaccamente lasciato all'altare ed egli non ha affatto il coraggio di rivederla e affrontare la sua ira. Giunti in prossimità del covo, il gruppo rivela di non aver seguito il piano di Red e di aver messo su un costume d'aquila per infiltrarsi. Offeso, Red si separa con l'intenzione di seguire il piano da lui progettato, venendo seguito da Silver.
Entrambi i gruppi, a fatica, riescono a penetrare nel covo, ma Red e Silver sono scoperti e intrappolati. Zeta, vedendo in Red la maschile personalità del suo ex, gli rinfaccia il suo fallimento e spiega che ha intenzione di distruggere i centri abitati per poi erigere sulle macerie un nuovo covo e una casa vacanze, lontano dalla neve e dal ghiaccio. Per farlo, ha fatto creare apposta delle sfere di ghiaccio ripiene di lava, facendo sentire ancor più male Red per aver dato retta al suo ego e di non aver detto a tutti di evacuare. Rimasti soli, Silver e Red si liberano e, dopo essersi riuniti agli altri, organizzano un piano per distruggere il cannone.
Il piano però non produce il risultato sperato. Prima che Zeta possa scagliare le sue bombe sulle isole, Grande Aquila irrompe e supplica Zeta di perdonarlo e di rinunciare al suo piano di vendetta, ma lei non sta facendo tutto questo per vendetta per essere stata abbandonata all'altare e con una figlia, quella che è ora la sua assistente, Debbie, ma solo per vivere in un luogo dal clima più accogliente. Mentre Zeta è presa dal suo discorso, Red, Chuck e Silver usano una corda dall'alta resistenza creata da quest'ultima per bloccare la traiettoria delle bombe. Quando Zeta preme il pulsante, le bombe non lasciano il vulcano e il covo esplode. Tutti escono in tempo e si salvano e Grande Aquilla si scopre aver salvato e aver protetto la figlia dai detriti. Chiedendo ancora perdono a Zeta, essa stavolta accetta le sue scuse e si sposano.
Al matrimonio, Red è ancora una volta acclamato come eroe, ma rivela che il merito della missione è di tutti meno che il suo, quindi erige sul monte della loro isola una scultura in stile Monte Rushmore di tutto il gruppo. Il popolo lo acclama comunque per la sua modestia e Silver inizia con lui una relazione.

## Produzione

### Sviluppo
Un sequel di Angry Birds è stato annunciato nell'agosto 2016. Sarà diretto dal creatore di The Marvelous Misadventures del Flapjack, Thurop Van Orman, co-diretto da John Rice e scritto da Peter Ackerman. John Cohen torna da Angry Birds per fare da produttore, con l'animazione di nuovo gestita da Sony Pictures Imageworks. Lo studio gemellato di Imageworks, Sony Pictures Animation, viene annunciata di pubblicare il film sotto il loro stendardo, nonostante abbia rinunciato in precedenza alla coproduzione del progetto e non abbia neppure coprodotto il primo film.
Nell'estate del 2017, lo scenografo Pete Oswald ha dichiarato che il sequel sarebbe stato più un film d'avventura che introduce nuovi personaggi e luoghi nel mondo stabilito per la prima volta in Angry Birds. Sebbene non fosse in grado di offrire ulteriori dettagli sulla trama e sui personaggi, che sono rimasti sconosciuti fino ai mesi precedenti l'uscita del film, ha espresso la speranza che sarebbe un film migliore della prima puntata.
Nei giorni precedenti l'uscita del film, Josh Gad dichiarò che il sequel di Angry Birds era stato creato dal desiderio di superare il primo film e provare nuove idee, una delle quali era l'idea di creare un'allenanza tra i maiali e gli uccelli per affrontare un nuovo nemico, che in genere non accade nella maggior parte dei giochi di Angry Birds. Gad ha poi spiegato che il team di produzione ha portato avanti tale premessa non solo perché sembrava un'idea "geniale", ma anche perché ritenevano che sarebbe stata la cosa più appropriata alla luce del clima politico sempre più polarizzato in quel momento, come persone che non sono d'accordo su questioni significative, fatica a trovare un terreno comune.

### Cast e personaggi
Nell'aprile 2018 è stata annunciata la maggior parte del cast vocale. Sudeikis, Gad, McBride, Rudolph, Hader e Dinklage riprenderanno i loro ruoli dal primo film. Weaver doppierà un nuovo cattivo femminile, rivelando essere Zeta nel trailer del teaser. Nel dicembre 2018, Nicki Minaj si è unita al cast del film. Alla sua uscita, il trailer del teaser ha rivelato brevemente che Hal, l'uccello boomerang verde del primo film, tornerà nel sequel. Anthony Padilla sarebbe tornato a doppiare Hal. Il giorno seguente, il produttore John Cohen annunciò in un tweet che Awkwafina avrebbe doppiato Courtney, la prima maialina apparsa brevemente nel teaser.
Quando il primo trailer completo del film è stato pubblicato il 27 marzo 2019, sono stati rivelati ulteriori dettagli sui personaggi del sequel e sui loro ruoli vocali. Tra i numerosi nuovi personaggi confermati nel film c'era Silver, un uccello introdotto per la prima volta nel gioco Angry Birds 2 . A giugno, People ha rivelato l'identità dell'uccello bianco che vive con Zeta nel trailer del teaser come Debbie, doppiato da Tiffany Haddish che era uno dei numerosi doppiatori non elencati nel casting iniziale. Più tardi quel mese, il trailer finale del film ha rivelato che Terence, personaggio del primo film, apparirà  senza che Sean Penn riprenda il suo ruolo vocale, per essere sostituito da Nolan North.

### Animazione
A differenza del film precedente, il sequel è stato co-prodotto con Rovio Animation e Sony Pictures Animation. Mentre era possibile riutilizzare le risorse del primo film invece di ricominciare da zero, era necessario un lavoro significativo per renderle compatibili con i nuovi sistemi tecnologici adottati negli ultimi anni. Gli animatori hanno affrontato grandi sfide nel tentativo di creare sistemi di piume più realistici per il piumaggio degli uccelli, anche con l'aiuto del sistema di piume esistente di Sony Pictures Imageworks che è stato utilizzato per la prima volta in Stuart Little, specialmente quando si trattava di progettare il cattivo Zeta, il personaggio più difficile da animare nel film con oltre 1.000 controlli, una struttura del viso molto complessa e un busto alto e flessibile. Il team ha anche affrontato un compito impegnativo nella progettazione di effetti visivi per neve, ghiaccio, acqua e lava per il film e la produzione è stata influenzata anche dall'indisponibilità di alcuni animatori che erano stati usati per completare Spider-Man - Un nuovo universo mesi prima, nonché il tempo perso a causa del fatto che Sony ha anticipato di oltre mezzo mese la data di uscita del film.

## Colonna sonora
Heitor Pereira, che aveva precedentemente composto il primo film, è tornato per comporre la colonna sonora di The Angry Birds Movie 2. Il 25 luglio 2019, la cantautrice americana Kesha ha pubblicato la sua canzone "Best Day" per il film come singolo. Giorni dopo, Luke Combs pubblicò anche una canzone, "Let's Just Be Friends" per il film. Entrambi i singoli sono stati interpretati nei titoli di coda del film.

## Promozione
Il primo teaser trailer è stato pubblicato il 21 febbraio 2019. Un secondo teaser trailer, uscito anche in italiano, è stato pubblicato il 26 marzo seguente.

## Distribuzione
L'uscita negli Stati Uniti d'America era inizialmente prevista per il 9 settembre 2019, ma venne rimandata successivamente il 20 settembre, e tramite il primo trailer, la data di uscita è stata anticipata ed è uscito il 16 agosto dello stesso anno. In Italia è uscito il 12 settembre 2019.

## Accoglienza

### Incassi
Il film è stato un successo al botteghino, incassando 152 milioni di dollari in tutto il mondo a fronte di un budget da 65 milioni.

### Critica
Il film ha ricevuto recensioni principalmente positive da parte della critica. Il sito aggregatore di recensioni Rotten Tomatoes riporta che il 73% delle 110 recensioni professionali ha dato un giudizio positivo sul film, con un voto medio di 7,7 su 10, ed il consenso critico del sito che recita:  «Come i personaggi non aerodinamici del titolo, Angry Birds 2 - Nemici amici per sempre prende un volo improbabile ma deliziosamente divertente, ottenendo successi divertenti lungo il percorso». Su Metacritic il film detiene un punteggio di 60 su 100, basato sul parere di 23 critici, indicando "recensioni miste o medie".

## Sequel
Il 6 giugno 2024 viene annunciato che un terzo film è ufficialmente in fase di produzione. La data di uscita è stata rilasciata  il 29 gennaio 2027. 

## Notte
1. ↑  Alla pubblicazione in Italia dei primi trailer, il film si chiamava Angry Birds 2 - Il film. Assunse il sottotitolo "Nemici amici per sempre" tramite la pubblicazione online di una clip nel maggio 2019.
2. ↑   https://variety.com/2016/film/news/rovio-planning-angry-birds-movie-sequel-1201844515/.
3. ↑  (EN) Dave McNary, Sony Sets ‘Angry Birds 2’ Movie for Landing in September, 2019, in Variety, 22 maggio 2017. URL consultato il 7 settembre 2019.
4. ↑  (EN) John Hopewell,Jamie Lang, John Hopewell, Jamie Lang, Why Sony Pictures Animation Still Needs a Big Hit – and Where It Might Come From, su Variety, 15 giugno 2017. URL consultato il 7 settembre 2019.
5. ↑  (EN) Angry Birds Movie sequel turning out to be awesome: Pete Oswald, su The Indian Express, 24 giugno 2017. URL consultato il 7 settembre 2019.
6. ↑  (EN) Josh Gad on New Cast Additions, Political Messages in 'The Angry Birds Movie 2', su The Hollywood Reporter. URL consultato il 7 settembre 2019.
7. ↑  (EN) 'The Angry Birds Movie 2' Teaser Introduces A New Character On A Frozen Island, su Cartoon Brew, 22 febbraio 2019. URL consultato il 7 settembre 2019.
8. ↑  (EN) Dave McNary, Dave McNary, Nicki Minaj Joins ‘Angry Birds Movie 2’ Voice Cast (EXCLUSIVE), su Variety, 25 dicembre 2018. URL consultato il 7 settembre 2019.
9. ↑  (EN) The Angry Birds Movie 2, Guess who’s back?! @AnthonyPadilla returns as Hal in The #AngryBirdsMovie2, in theaters this summer! pic.twitter.com/yPgTgGaCx3, su @AngryBirdsMovie, 22 aprile 2019. URL consultato il 7 settembre 2019.
10. ↑  (EN) John Cohen, Introducing Courtney – voiced by @Awkwafina! #AngryBirdsMovie2pic.twitter.com/SUZRwIE8EM, su @JohnCohen1, 22 febbraio 2019. URL consultato il 7 settembre 2019.
11. ↑  (EN) See Tiffany Haddish Make Her Debut as the Adorable Debbie in The Angry Birds Movie 2, su PEOPLE.com. URL consultato il 7 settembre 2019.
12. ↑   THE ANGRY BIRDS MOVIE 2 - Final Trailer. URL consultato il 7 settembre 2019.
13. ↑  (EN) Sony Pictures Imageworks Spreads More Than Its Wings in ‘The Angry Birds Movie 2’, su Animation World Network. URL consultato il 7 settembre 2019.
14. ↑  (EN) Best Day (Angry Birds 2 Remix) by Kesha. URL consultato il 7 settembre 2019.
15. ↑   https://www.rollingstone.com/music/music-country/luke-combs-lets-just-be-friends-angry-birds-movie-2-866616/.
16. ↑  https://www.ew.com/trailers/2019/02/21/the-angry-birds-movie-2-trailer-leslie-jones/
17. ↑   The Angry Birds Movie 2 (2019), su Rotten Tomatoes.
18. ↑   The Angry Birds Movie 2 reviews, su Metacritic.
19. ↑   Google Search, su www.google.com. URL consultato il 18 aprile 2025.
20. ↑   The Angry Birds Movie 3 Is on the Way With Jason Sudeikis and Josh Gad Returning, su ign.com.